# 格尼翁
格尼翁（法語：Gueugnon，法語發音：[gøɲɔ̃]），法国中东部城市，勃艮第-弗朗什-孔泰大区索恩-卢瓦尔省的一个市镇，隶属于沙罗勒区，其市镇面积为28.51平方公里，2022年1月1日时人口数量为6,547人，在法国城市中排名第1,520位。
格尼翁位于索恩-卢瓦尔省西南部，阿鲁河畔，是一个区域性的工商业中心，多条公路在此交汇。格尼翁近现代为重要的工业城市，其境内的于日讷-格尼翁工厂被认为是世界上首个大型不锈钢生产企业。格尼翁也因足球而闻名，截至2021至2022赛季，格尼翁是法国足球甲级联赛历史上所有参赛球队中所在地人口最少的城市。

## 地名来源

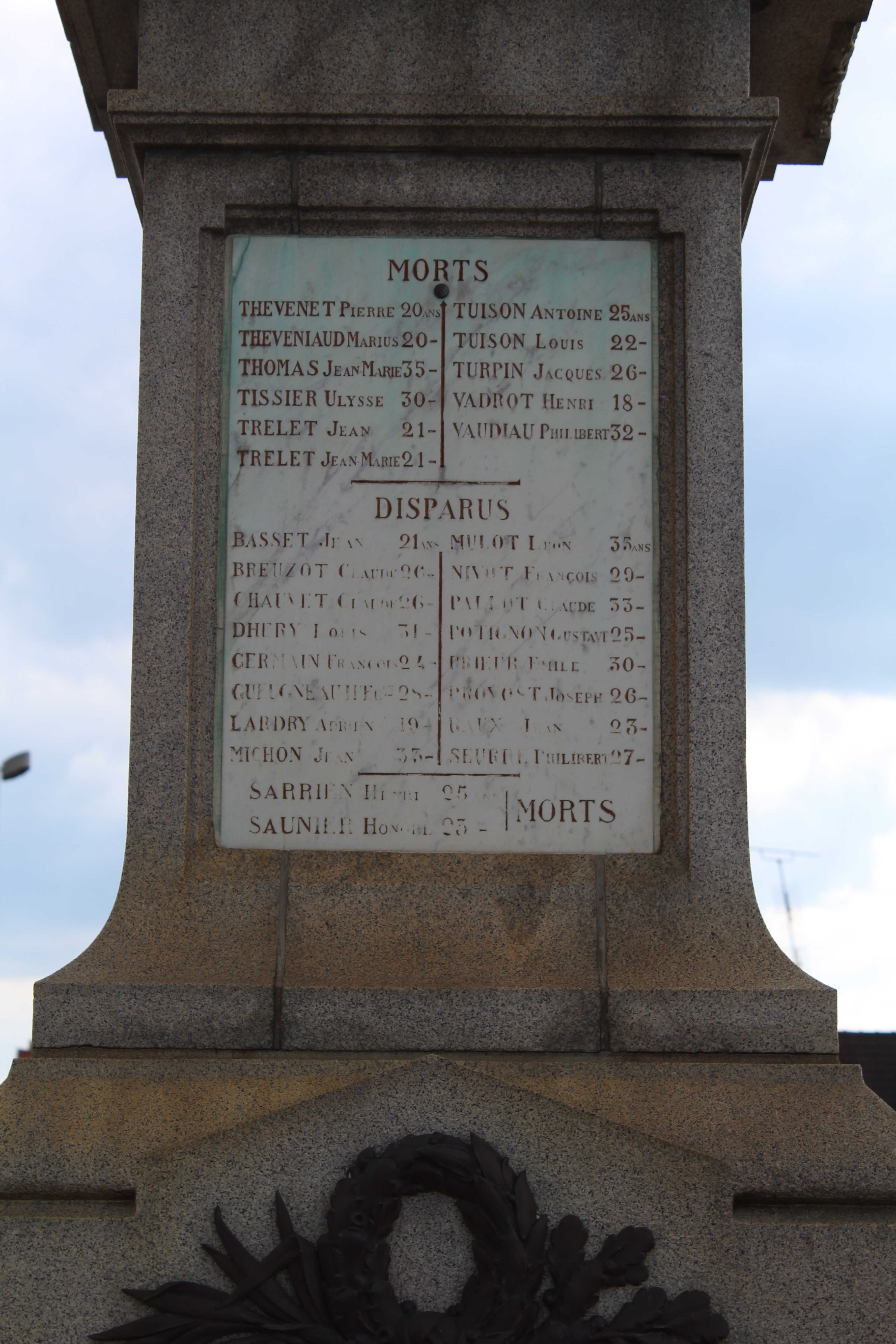
格尼翁二战纪念碑

“格尼翁”一名出现于公元9世纪以的形式被记载，该名称可能来源于高卢时期的某种地方语言，意为“叹气”，对应现代法语单词“gémir”：根据当地的地方传说，古时阿鲁河上没有桥梁，往返于两岸间的商人需要通过轮渡实现通行，由于等待时间过长，叹气声不绝于耳，“格尼翁”由此得名。

## 历史
格尼翁境内曾发现一处大型陶瓷作坊遗址，根据史学家推断其年代在公元1至4世纪间。中世纪时期，格尼翁曾因出产瓷制品而成为一个区域性的商业贸易中心。法国大革命后，格尼翁成为索恩-卢瓦尔省的一个市镇。工业革命时期，途径格尼翁的运河和地方铁路相继建成，格尼翁附近地区的煤炭资源带动了当地的钢铁产业的发展。于日讷-格尼翁工厂成立于1724年，于20世纪初发展成为重要的不锈钢生产企业。格尼翁也因此聚集了大量人口，成为一个区域性的重工业城市。1870年，格尼翁市中心建立了圣莫里斯教堂。20世纪中后期，因资源枯竭，格尼翁境内的钢铁企业大批关闭，当地人口数量有所下降。

## 地理

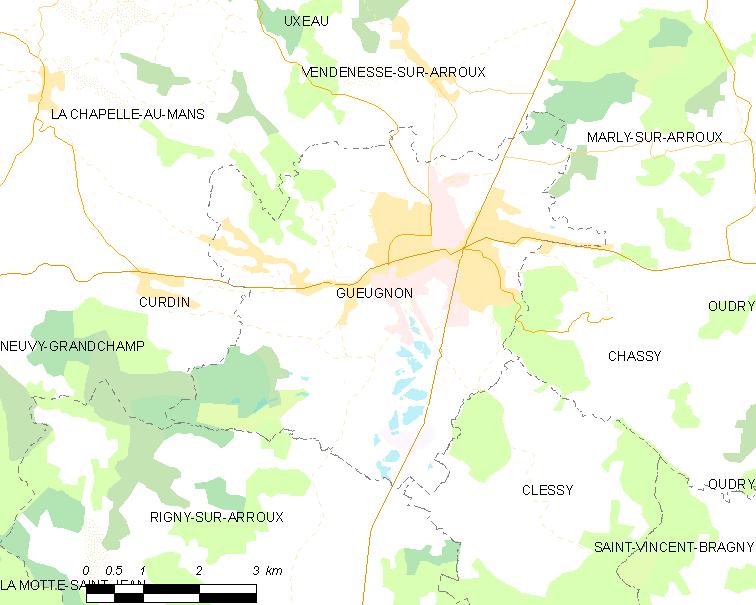
格尼翁市镇范围地图

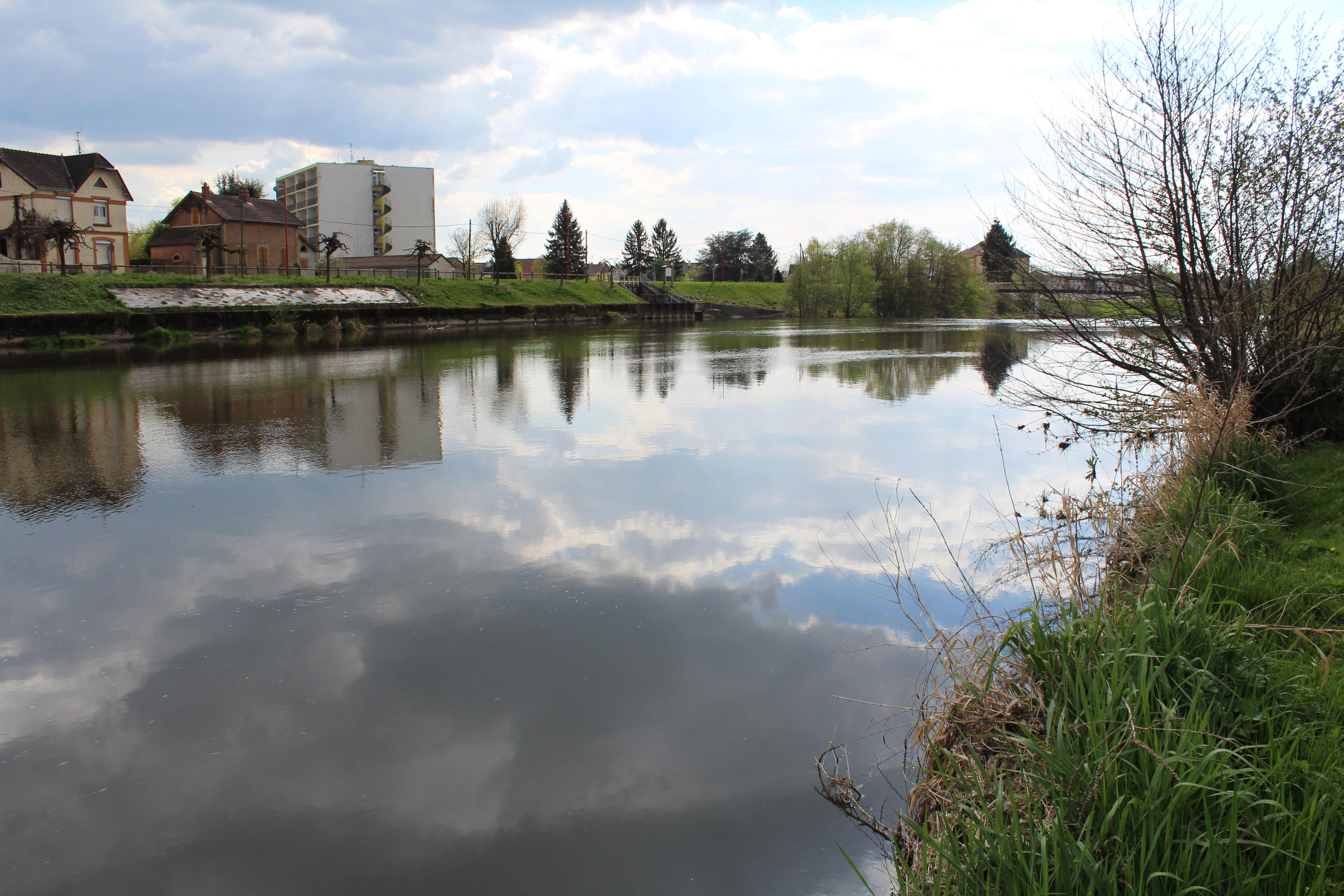
流经格尼翁市区的阿鲁河

格尼翁位于法国中东部，勃艮第-弗朗什-孔泰大区西南部和索恩-卢瓦尔省西南部，距离省会马孔大约86公里。与格尼翁接壤的市镇包括：拉沙佩勒欧芒、沙西、克莱西、屈尔丹、阿鲁河畔马尔利、阿鲁河畔里尼、阿鲁河畔旺德内斯。

### 地形
格尼翁位于法国中央高原的东北部过渡地区，境内以浅丘为主，市镇中心地势较为平坦，全境海拔在233到352米之间。

### 水文
阿鲁河自南向北流经格尼翁境内，属于卢瓦尔河水系，该河左岸的部分河段建有人工运河，格尼翁附近的河段已基本废弃。

### 植被
格尼翁属于温带阔叶混交林区，欧克斯城堡公园（Parc du Château d'Aux）是当地主要的城市绿地，林地主要分布于河流两岸，此外格尼翁市镇范围内的西南、西北部区域均有大片天然森林分布。
在鲜花城市的评比中，格尼翁被评为3星级鲜花城市。

### 气候
格尼翁在柯本气候分类法中属于温带海洋性气候，年温差较小，降水分布均匀，受大陆气团影响，偶有极端气候出现。
格尼翁市区设有气象站，以下为该气象站的数据（其中日照数据出自帕赖勒莫尼亚勒）：
| 格尼翁 1981–2010年  | 格尼翁 1981–2010年 | 格尼翁 1981–2010年 | 格尼翁 1981–2010年 | 格尼翁 1981–2010年 | 格尼翁 1981–2010年 | 格尼翁 1981–2010年 | 格尼翁 1981–2010年 | 格尼翁 1981–2010年 | 格尼翁 1981–2010年 | 格尼翁 1981–2010年 | 格尼翁 1981–2010年 | 格尼翁 1981–2010年 | 格尼翁 1981–2010年 |
| 月份                | 1月                | 2月                | 3月                | 4月                | 5月                | 6月                | 7月                | 8月                | 9月                | 10月               | 11月               | 12月               | 全年               |
| ------------------- | ------------------ | ------------------ | ------------------ | ------------------ | ------------------ | ------------------ | ------------------ | ------------------ | ------------------ | ------------------ | ------------------ | ------------------ | ------------------ |
| 历史最高温 °C（°F） | 18.2 (64.8)        | 21.4 (70.5)        | 25.8 (78.4)        | 29.5 (85.1)        | 33.8 (92.8)        | 39.6 (103.3)       | 41.2 (106.2)       | 41 (106)           | 34.7 (94.5)        | 29.4 (84.9)        | 24.8 (76.6)        | 18.6 (65.5)        | 41.2 (106.2)       |
| 平均高温 °C（°F）   | 5.8 (42.4)         | 7.5 (45.5)         | 11.9 (53.4)        | 15.4 (59.7)        | 19.7 (67.5)        | 23.4 (74.1)        | 26.5 (79.7)        | 26.1 (79.0)        | 21.8 (71.2)        | 16.6 (61.9)        | 10 (50)            | 6.3 (43.3)         | 15.9 (60.6)        |
| 日均气温 °C（°F）   | 2.8 (37.0)         | 3.7 (38.7)         | 7.1 (44.8)         | 10.1 (50.2)        | 14.2 (57.6)        | 17.5 (63.5)        | 20.1 (68.2)        | 19.8 (67.6)        | 16.1 (61.0)        | 12.1 (53.8)        | 6.5 (43.7)         | 3.5 (38.3)         | 11.1 (52.0)        |
| 平均低温 °C（°F）   | −0.3 (31.5)        | −0.1 (31.8)        | 2.4 (36.3)         | 4.7 (40.5)         | 8.6 (47.5)         | 11.7 (53.1)        | 13.8 (56.8)        | 13.4 (56.1)        | 10.4 (50.7)        | 7.6 (45.7)         | 3 (37)             | 0.7 (33.3)         | 6.3 (43.3)         |
| 历史最低温 °C（°F） | −22 (−8)           | −14.3 (6.3)        | −13.1 (8.4)        | −5.3 (22.5)        | −1.7 (28.9)        | 2.1 (35.8)         | 5 (41)             | 4 (39)             | 0 (32)             | −7 (19)            | −11 (12)           | −12.8 (9.0)        | −22 (−8)           |
| 平均降水量 mm（）   | 70.3 (2.77)        | 62.7 (2.47)        | 59.5 (2.34)        | 66.4 (2.61)        | 80.7 (3.18)        | 69.6 (2.74)        | 64 (2.5)           | 63.2 (2.49)        | 73.2 (2.88)        | 83.1 (3.27)        | 83.6 (3.29)        | 82.5 (3.25)        | 858.8 (33.81)      |
| 月均日照時數        | 62                 | 78.3               | 147.3              | 150.7              | 173.4              | 218.9              | 226.6              | 199.6              | 150.6              | 113.1              | 65                 | 44.9               | 1,630.4            |
| 来源：infoclimat.fr |                    |                    |                    |                    |                    |                    |                    |                    |                    |                    |                    |                    |                    |

## 行政区划
格尼翁是法国勃艮第-弗朗什-孔泰大区索恩-卢瓦尔省的一个市镇，编号为71230。格尼翁隶属于沙罗勒区以及索恩-卢瓦尔省第二选区，管理格尼翁县，同时也是阿鲁河、卢瓦尔河、索姆河之间市镇公共社区的办公驻地。
法国国家统计与经济研究所（简称）在进行数据统计时，将格尼翁单独设为格尼翁城市核心区，并将包括核心区在内的周边共5个市镇划为格尼翁城市区。自2020年起，格尼翁城市区被包含12个市镇的格尼翁城市辐射区代替。此外，还将格尼翁市镇分为了5个“块区”（IRIS），以便于统计人口分布情况。

## 交通

### 公路
多条索恩-卢瓦尔省省道在格尼翁境内交汇。勃艮第-弗朗什-孔泰大区下属的城际客运提供途径格尼翁巴士线路，可前往蒙索莱米讷和迪关。
2017年，72.5%的格尼翁家庭拥有至少一辆私人汽车。2019年，格尼翁境内共发生各类交通事故2起，造成1人遇难，6人受伤。

### 铁路
距离格尼翁最近的运营中的铁路车站为位于勒科托－蒙沙南铁路上的热讷拉尔站，该站停靠往返于蒙沙南和帕赖勒莫尼亚勒一线的区域列车。

### 航空
距离格尼翁最近的民用航空站为里昂圣埃克絮佩里机场，距离格尼翁市中心的公路里程约163公里。

### 城市公共交通
截至2021年8月，格尼翁暂无城市公共交通系统。

## 政治

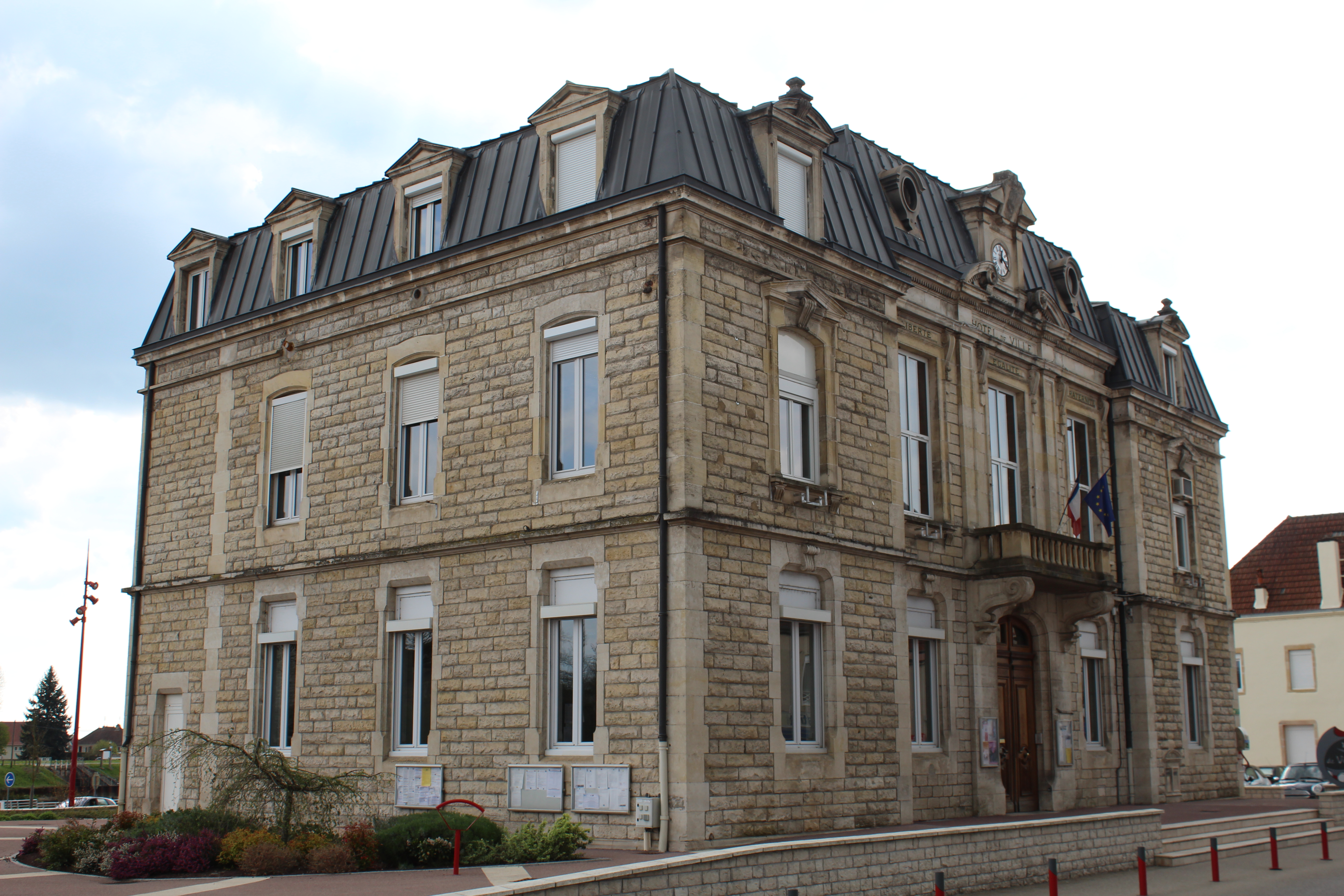
格尼翁市政厅

格尼翁的现任市长为多米尼克·洛特先生（Dominique Lotte），他是社会党的一名成员，在2020年的市政选举中获得了69.82%的支持率。
在2017年法国大选的第一轮选举当中，法国极左翼领袖让-吕克·梅朗雄在格尼翁获得24.49%的支持率，居所有候选人首位；在第二轮选举中，法国现任总统埃马纽埃尔·马克龙在格尼翁获得了63.57%的支持率，超过对手玛丽娜·勒庞。
| 格尼翁历届市长    |                                                |                      |
| 任期              | 市长                                           | 党派                 |
| 1944年－1947年    | Jean-Baptiste Chambonnier 让-巴蒂斯德·尚博尼埃 | 不详                 |
| 1947年（4至10月） | Marc Humbert 马克·安贝尔                       | SFIO工人国际法国支部 |
| 1947年－1971年    | Georges Joyeux 乔治·茹瓦耶                     | SFIO工人国际法国支部 |
| 1965年－1969年    | Alexandre Buisson 亚历山大·比松                | 不详                 |
| 1970年－1983年    | Albert Nageotte 阿尔贝·纳若特                  | UDF法国民主联盟      |
| 1983年－2001年    | Roland Cottin 罗朗·科坦                        | PS社会党             |
| 2001年－2008年    | Alain Bailly 阿兰·巴伊                         | DVD右翼无党派人士    |
| 2008年－          | Dominique Lotte 多米尼克·洛特                  | PS社会党             |

## 人口
2018年，格尼翁市镇人口数量为6,948，在法国排名第1,520位。其中男性3,313人，女性3,679人，75岁及以上人口占16.1%，外籍人口数量为1,185人，人口密度为244人/平方公里，当地居民被称为（男性）或（女性）。2019年，格尼翁境内出生34人，死亡人口101人。
| 年份   | 1936  | 1946  | 1954  | 1962  | 1968  | 1975   | 1982   | 1990  | 1999  | 2006  | 2011  | 2016  | 2018  |
| ------ | ----- | ----- | ----- | ----- | ----- | ------ | ------ | ----- | ----- | ----- | ----- | ----- | ----- |
| 人口數 | 5,487 | 5,569 | 6,594 | 8,374 | 9,268 | 10,739 | 10,456 | 9,697 | 8,563 | 7,910 | 7,386 | 7,092 | 6,948 |

## 经济
格尼翁是一个区域性的中心城市。截止2021年8月，当地共有各类用人单位（包含自雇）653家，平均历史为17年，其中98.94%为中小型企业（PME）。（短途公路货运）、（建筑清洗）及（财会）是当地2019年营业额最高的三个企业，分别为27,462,446欧元、12,607,384欧元和9,043,463欧元。

## 财政收入
2019年，格尼翁的财政收入总额为12,663,500欧元，财政支出总额为11,286,000欧元，当年的债务总额为14,226,000欧元。2020年，格尼翁共获得227,033欧元的国家财政补助，比上一年减少了0.18%。
2017年，格尼翁的人均月收入总额为2,092欧元，其中高级职员为3,772欧元，低于法国平均水平（4,214欧元）；中级职员为2,501欧元，高于法国平均水平（2,353欧元）；普通职员为1,557欧元，低于法国平均水平（1,690欧元）。
2017年，格尼翁境内的青壮年（15至64岁）失业率为15.3%，当地45.1%的家庭拥有纳税资格，平均纳税1,808欧元，低于法国平均水平（3,888欧元）。

## 社会事务

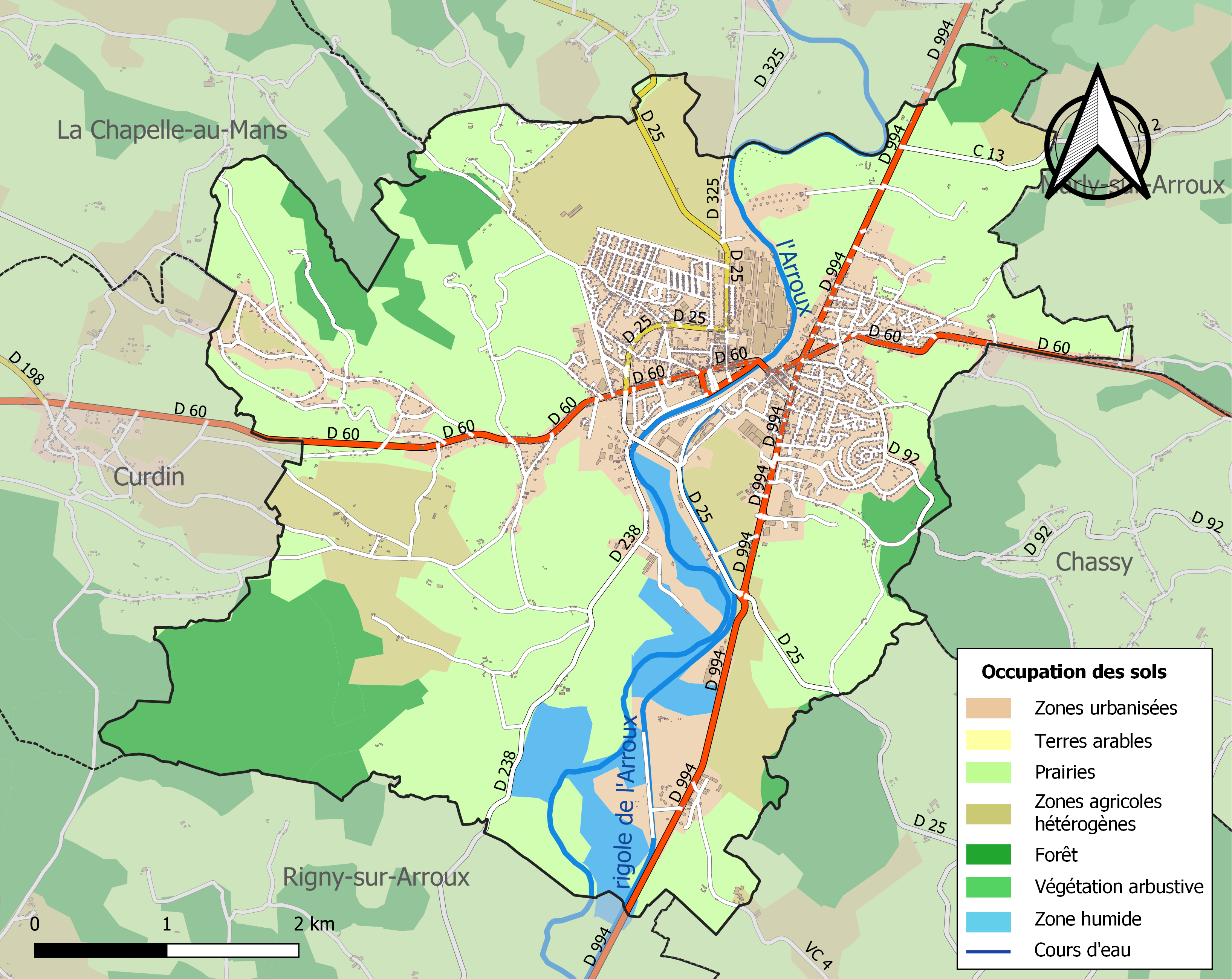
格尼翁土地利用情况地图

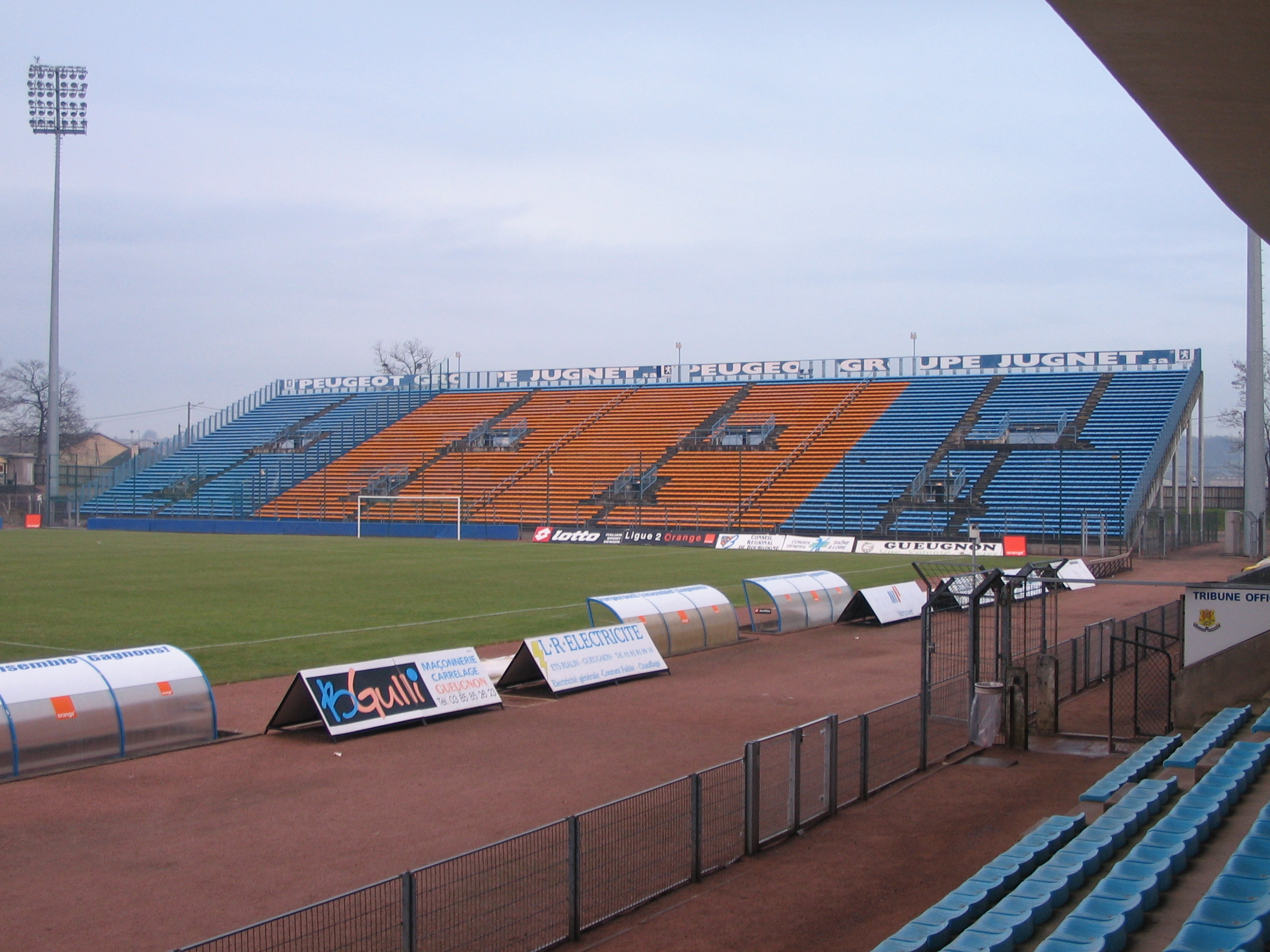
格尼翁让·拉维尔体育场

### 教育
格尼翁属于第戎学区。截止2019年1月1日，格尼翁境内共有3所幼儿园、3所小学和1所初级中学。2018至2019学年度，格尼翁境内共有在校中等教育阶段学生596名。

### 医疗
截止2019年1月1日，格尼翁境内共有全科医生4名、保健师10名、牙医5名、护士37名和助产士1名。境内共有药房6家、养老院3家、残疾人帮扶中心2家。
距离格尼翁最近的区域性医疗机构为“帕赖勒莫尼亚勒中心医院”（Centre Hospitalier de Paray-le-Monial），其主病区距离格尼翁市区约20公里，该院设有床位250个，是当地规模最大的公立综合性医院。

### 住房
2017年，格尼翁境内共有各类住房4,009套，其中71.6%为独立式居民区，28%为集中式居民区。常住房屋占格尼翁市镇范围内居民建筑总量的87.8%。
在住房保障政策方面，2017年，格尼翁境内共有599户家庭获得了住房经济补助，受益人数占总人口数量的8.6%，其中559份为房租补助。

### 商业
2019年，格尼翁境内共有各类实体商铺155家，其中餐厅12家、大型超市5家、杂货店1家、面包房6家、肉铺4家、书店3家、银行门店7家、美容美发店13家、汽车维修店19家。市区南部建有欧尚大型购物超市。

### 体育
2019年，格尼翁境内共有1家游泳池、2间体育馆、1座综合体育场、7处网球场、3处足球或橄榄球场以及2处篮球或排球场。
格尼翁因同名的足球俱乐部而闻名。截至2021年，格尼翁是法国历史上参加法国足球甲级联赛的俱乐部中所在地人口最少的城市。格尼翁足球俱乐部成立于1940年，于1987至2011年间为职业足球俱乐部，其间于1996年参加法国足球甲级联赛，并在2000年获得法國聯賽盃亚军。除此之外，截至2021年8月，格尼翁境内还有“莱加谢尔足球俱乐部”（Les Gachères FC），2021至2022赛季参加勃艮第-弗朗什-孔泰大区足球联赛。
2010年环法自行车赛经过了格尼翁。

### 环境
格尼翁的环境事务由其所属的公共社区负责。2019年，格尼翁境内共有2家污染企业。

### 治安
2019年，格尼翁市镇范围内有1处宪兵队。
2014年，格尼翁及附近地区共发生各类案件1,962起，其中盗窃类案件1,064起，经济类案件256起，毒品交易类案件220起。

## 文化
2019年，格尼翁境内有1家电影院。格尼翁市政府提供多媒体中心，向公众全年开放。

### 建筑
格尼翁境内有多处历史建筑，其中菲约五房位于格尼翁市区北部，曾为工人宿舍区，于2015年被列入法国文物保护单位；圣莫里斯教堂（Église Saint-Maurice）位于格尼翁市中心，是当地的地标性建筑物。

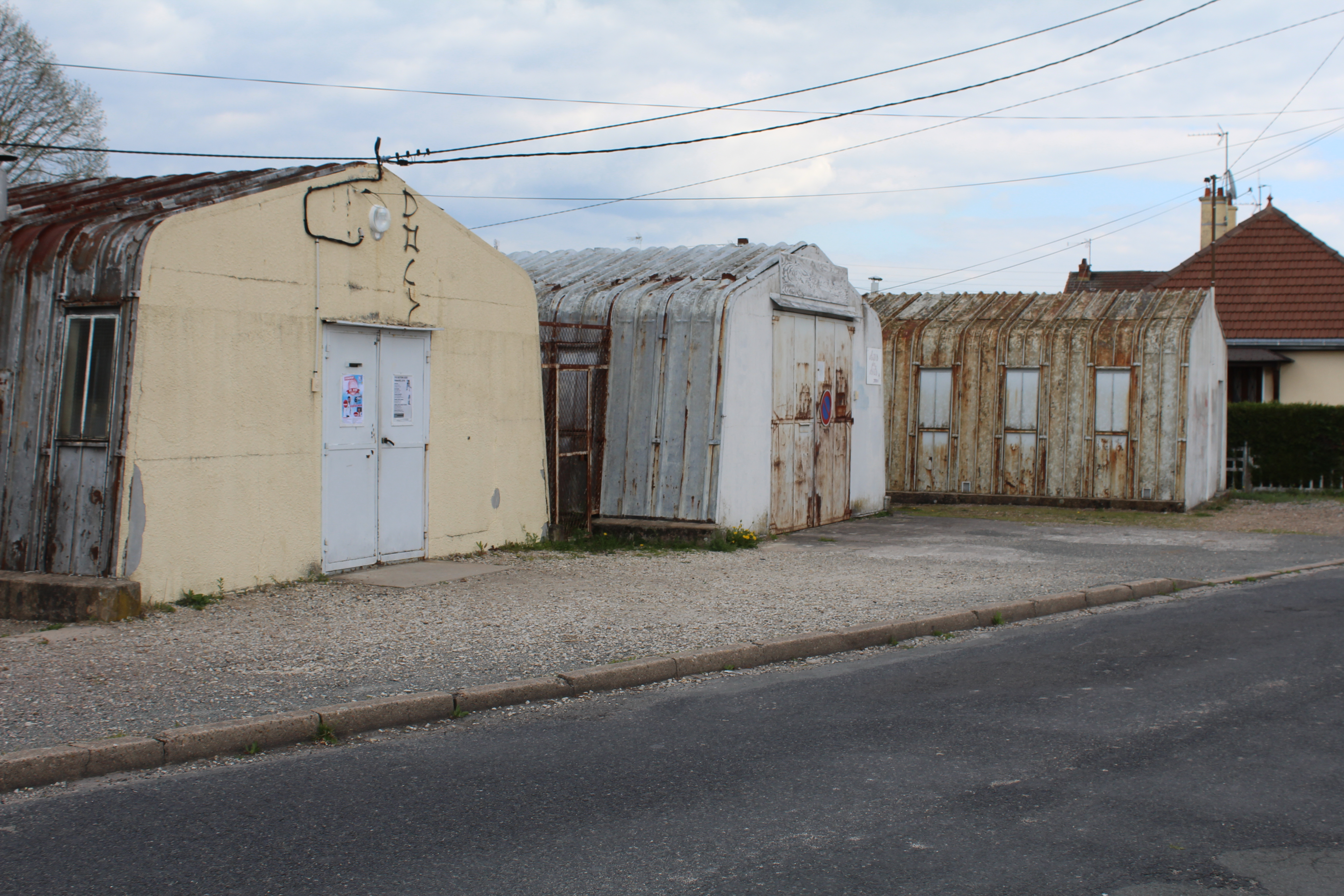
菲约五房（法语：Cinq pavillons Fillod）1
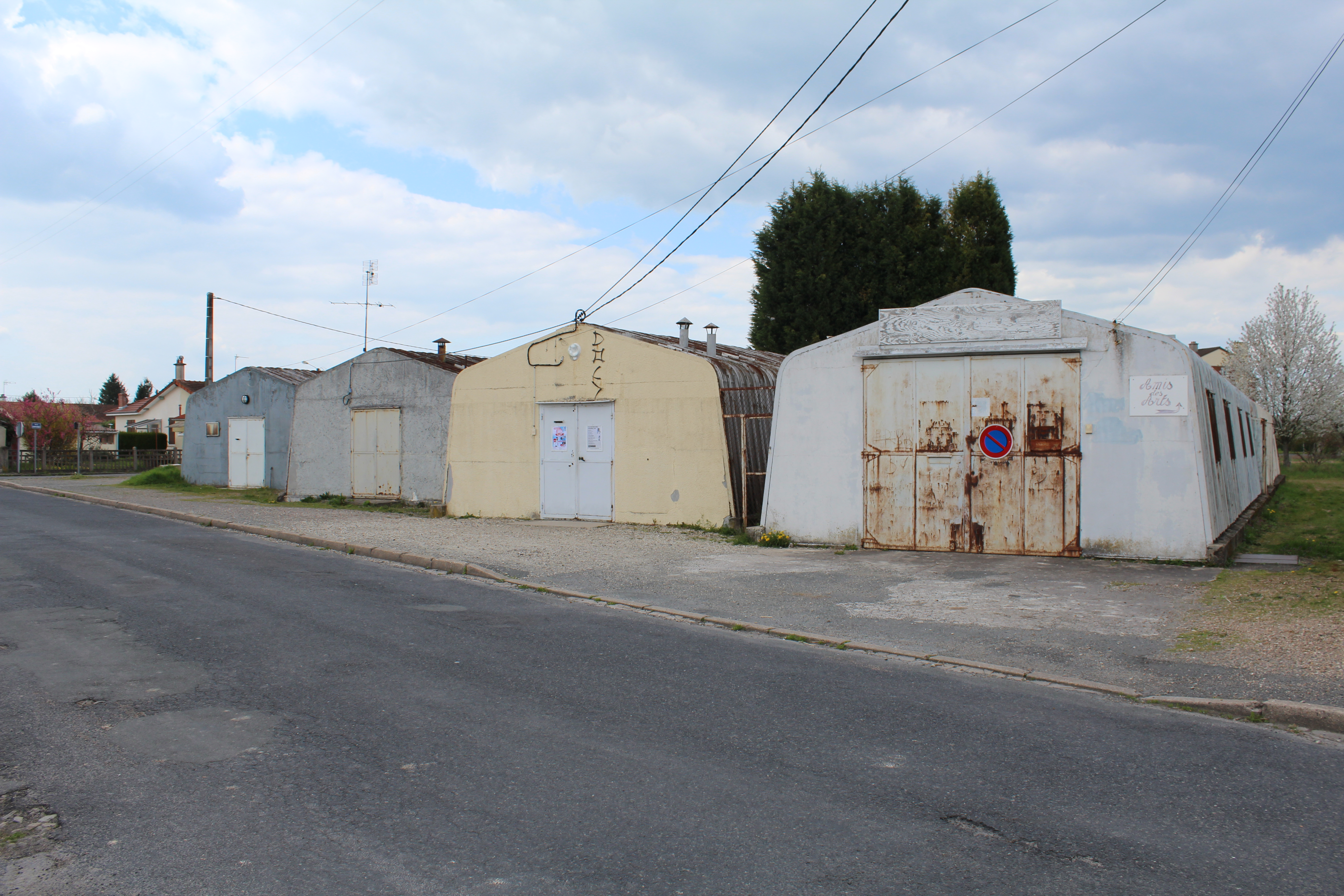
菲约五房（法语：Cinq pavillons Fillod）2
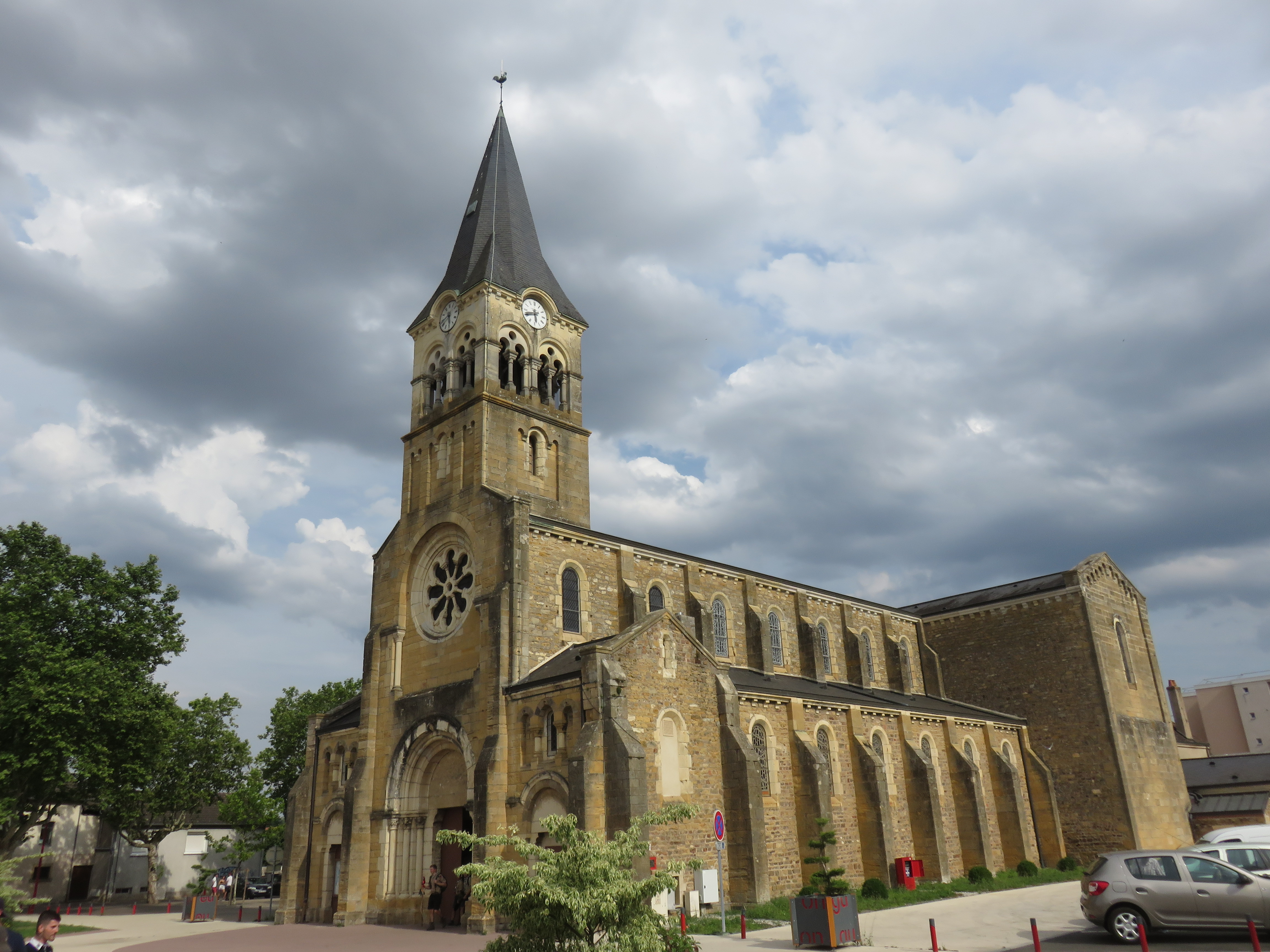
圣莫里斯教堂
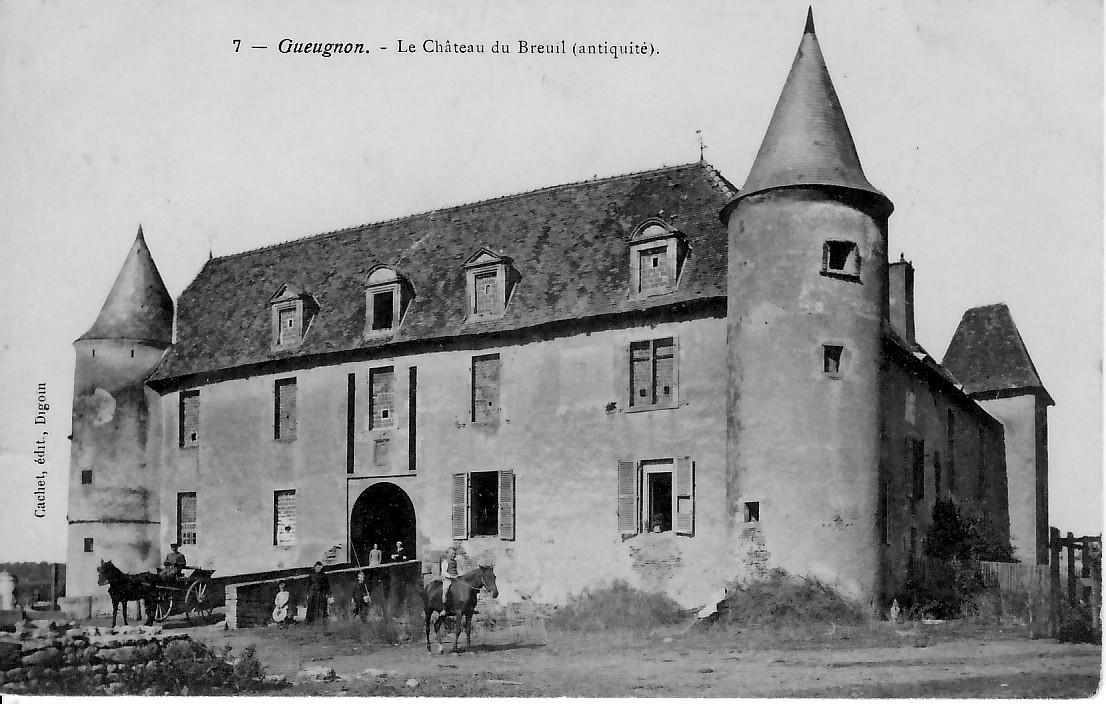
布勒伊城堡
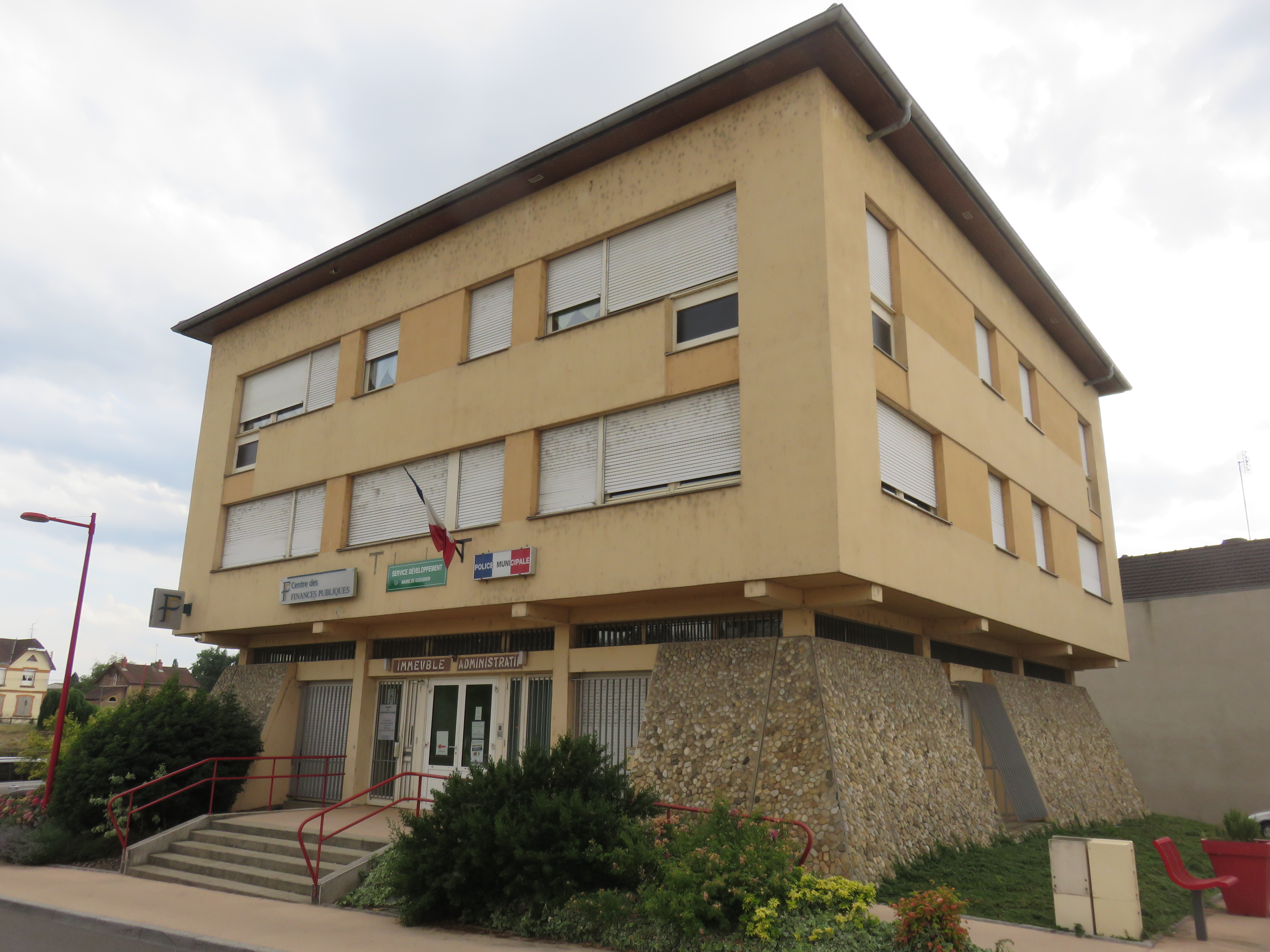
政务中心大楼
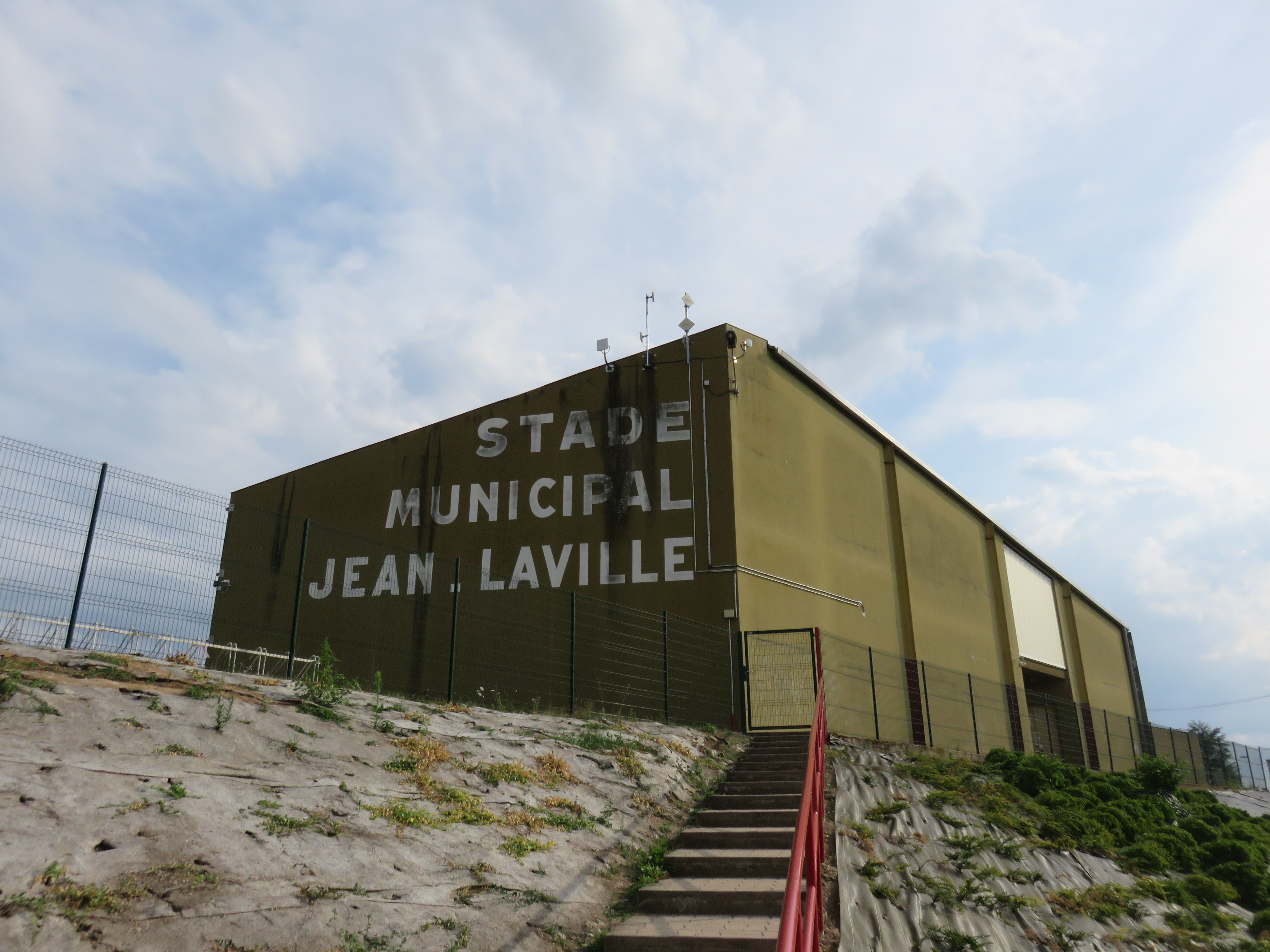
球场附属建筑

### 旅游
格尼翁的旅游事务由其所属的公共社区负责。2020年，格尼翁境内共有2家酒店共计43间房间；另有1个露营地，可容纳共16辆露营车。

### 媒体
法国主要的媒体均可在格尼翁接收，法国电视三台下属的勃艮第-弗朗什-孔泰大区频道在部分时段播出格尼翁所属区域的地方新闻。

## 相关人物
法国足球运动员菲利普·蒙塔尼耶、西尔万·迪斯坦、纪尧姆·瓦罗等曾效力于格尼翁。

## 友好城市
截至2021年8月，格尼翁共与1座城市互为友好城市关系：
- 德国 奥特贝格